# Jan P. Syse
Jan Peder Syse, född 25 november 1930 på Nøtterøy, död 17 september 1997 i Oslo, var en norsk politiker (Høyre). Han var industriminister 1983–1985 och Norges statsminister 1989–1990.

## Karriär
Syse var cand.jur. (utbildad jurist). Han var avdelningschef hos Wilh. Wilhelmsen 1959–1967, och assisterande direktør och advokat för samma företag från 1971. 1963–1971 var han medlem av Oslo bystyre, och 1970–1971 statssekreterare i Justisdepartementet. Han var ordförande i Unge Høyres landsforbund 1959–1963, vice ordförande i Oslo Høyre 1968–1973 och därefter ordförande 1974–1982. 1988–1991 var han ordförande för Høyre. Han var stortingsrepresentant för Oslo 1973–1997, och parlamentarisk ledare för Høyre 1985–1989. Han ledde justiskomiteen 1979–1980 och finanskomiteen 1981–1983. Åren 1993–1997 var han president i Lagtinget.
Syse var industriminister i Kåre Willochs regering från 1983 till 1985 och Norges statsminister i regeringen Syse från 1989 till 1990 i en koalitionsregering bestående av Høyre, Kristelig Folkeparti och Senterpartiet. Regeringen sprack hösten 1990, då Senterpartiet drog sig ur på grund av oenighet om förhållandet till EG och EES-avtalet.
Som facklitterär författare gav Syse bland annat ut Foreningsledelse og taleteknikk (1952) och The Wilhelmsen Fleet 1861–1961 (1961). Ett urval av hans tal gavs ut 2003 under titeln Ta ikke den ironiske tonen.